# جوديث ألين
جوديث ألين (بالإنجليزية: Judith Allen)‏ هي ممثلة أمريكية، ولدت في 28 يناير 1911 بنيويورك في الولايات المتحدة، وتوفيت في 5 أكتوبر 1996 في الولايات المتحدة بسبب مرض.

## وصلات خارجية
- جوديث ألين على موقع IMDb (الإنجليزية)
- جوديث ألين على موقع ألو سيني (الفرنسية)
- جوديث ألين على موقع أول موفي (الإنجليزية)
- جوديث ألين على موقع قاعدة بيانات الفيلم (الإنجليزية)
- جوديث ألين على موقع كينوبويسك (الروسية)